# Algemene verkiezingen in Liberia (1877)

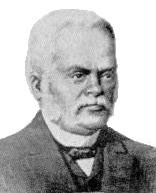
President Anthony William Gardiner.

De algemene verkiezingen in Liberia van 1877 werden in mei van dat jaar gehouden en gewonnen door Anthony William Gardiner van de True Whig Party. Hij versloeg zittend president van James Spriggs Payne van de Republican Party
| Uitgebrachte stemmen |
| 2.020                |
| Bron: Abbasiattai    |